# Dasha Ivanova
Dasha Ivanova (* 11. Oktober 1996 in Moskau) ist eine US-amerikanische Tennisspielerin.

## Karriere
Dasha Ivanova begann mit fünf Jahren das Tennisspielen und bevorzugt Hartplätze. Sie spielt vorrangig bei ITF-Turnieren, wo sie auf dem ITF Women’s Circuit bislang sechs Einzel- und 19 Doppeltitel gewann.
2013 gewann sie zusammen mit ihrer Partnerin Katrine Isabel Steffensen den Doppeltitel des J1 Salinas. Bei den Wimbledon Championships 2013 erreichte sie als Qualifikantin das Hauptfeld im Juniorinneneinzel und trat mit Partnerin Katherine Ip im Juniorinnendoppel an, wo die beiden aber bereits in der ersten Runde ausschieden.
Im August 2014 erreichte sie als Qualifikantin das Hauptfeld des Dameneinzels bei der CIBC Wood Gundy Women’s Challenge, einem mit 25.000 US-Dollar dotierten ITF-Turnier.
2015 erhielt sie eine Wildcard für das Hauptfeld des Legacy Credit Union Women’s $25,000 Pro Circuit Challenger, wo sie aber bereits in der ersten Runde ausschied.
2021 erreichte sie als Qualifikantin das Hauptfeld im Dameneinzel der Montevideo Open, ihrem ersten Turnier der WTA Challenger Series. Im November erreichte sie beim Aberto da República, einem mit 60.000 US-Dollar dotierten ITF-Turnier zusammen mit ihrer Partnerin Gabriela Lee das Halbfinale im Damendoppel.
In der 2. Tennis-Bundesliga spielte Ivanova 2018 für den MTTC Iphitos München.

## College Tennis
Dasha Ivanova spielte für die Southern Nazarene University.

## Turniersiege

### Einzel
| Nr. | Datum              | Turnier             | Kategorie   | Belag        | Finalgegnerin          | Ergebnis         |
| --- | ------------------ | ------------------- | ----------- | ------------ | ---------------------- | ---------------- |
| 1.  | 16. September 2018 | Montemor-o-Novo     | ITF $15.000 | Hartplatz    | Nina Stadler           | 7:5, 6:3         |
| 2.  | 6. Oktober 2019    | Scharm asch-Schaich | ITF W15     | Hartplatz    | Jawairiah Noordin      | 6:711, 6:3, 6:4  |
| 3.  | 20. Oktober 2019   | Scharm asch-Schaich | ITF W15     | Hartplatz    | Wiktoryja Kanapazkaja  | 6:4, 3:6, 6:4    |
| 4.  | 3. November 2019   | Bogota              | ITF W15     | Sand (Halle) | Vanda Lukács           | 6:3, 2:1 Aufgabe |
| 5.  | 22. Mai 2022       | Cancún              | ITF W15     | Hartplatz    | Wu Ho-ching            | 0:6, 6:3, 6:4    |
| 6.  | 11. Juni 2023      | Nakhon Si Thammarat | ITF W15     | Hartplatz    | Patcharin Cheapchandej | 7:63, 1:6, 6:3   |

### Doppel
| Nr. | Datum             | Turnier             | Kategorie   | Belag             | Partnerin                    | Finalgegnerinnen                                          | Ergebnis          |
| --- | ----------------- | ------------------- | ----------- | ----------------- | ---------------------------- | --------------------------------------------------------- | ----------------- |
| 1.  | 27. Februar 2016  | Antalya             | ITF $10.000 | Sand              | Elena-Gabriela Ruse          | Adrijana Lekaj Viktoriya Tomova                           | 7:61, 6:1         |
| 2.  | 30. April 2016    | Tučepi              | ITF $10.000 | Sand              | Petra Krejsová               | Emma Laine Adrijana Lekaj                                 | 6:3, 2:6, [10:5]  |
| 3.  | 7. Mai 2016       | Bol                 | ITF $10.000 | Sand              | Petra Krejsová               | Naiktha Bains Alexandra Morozova                          | 6:1, 6:3          |
| 4.  | 14. Mai 2016      | Bol                 | ITF $10.000 | Sand              | Naiktha Bains                | Marine Partaud Laetitia Sarazzin                          | 6:2, 4:6, [10:7]  |
| 5.  | 27. August 2016   | Nürnberg            | ITF $10.000 | Sand              | Petra Krejsová               | Katharina Hobgarski Anita Husarić                         | 5:7, 6:1, [10:8]  |
| 6.  | 29. Oktober 2016  | Loughborough        | ITF $10.000 | Hartplatz (Halle) | Petra Krejsová               | Sarah Beth Grey Olivia Nicholls                           | 7:62, 7:62        |
| 7.  | 20. Mai 2017      | Antalya             | ITF $15.000 | Sand              | Emilie Francati              | Mariana Dražić Arina Folts                                | 6:2, 6:4          |
| 8.  | 15. Juli 2017     | Amstelveen          | ITF $15.000 | Sand              | Rosalie van der Hoek         | Emily Arbuthnott Belinda Woolcock                         | 6:4, 6:4          |
| 9.  | 7. September 2018 | Santarém            | ITF $15.000 | Hartplatz         | Samantha Murray              | Maria Masini Inês Murta                                   | 0:6, 6:1, [10:4]  |
| 10. | 11. Mai 2019      | Antalya             | ITF W15     | Sand              | Cemre Anıl                   | Julija Kulikowa Eléonora Molinaro                         | 6:3, 7:5          |
| 11. | 5. Oktober 2019   | Scharm asch-Schaich | ITF W15     | Hartplatz         | Justina Mikulskytė           | Romana Čisovská Stefania Rogozińska Dzik                  | 6:1, 7:5          |
| 12. | 12. Oktober 2019  | Scharm asch-Schaich | ITF W15     | Hartplatz         | Justina Mikulskytė           | Katarína Kužmová Anastassija Poplawska                    | 5:7, 6:4, [10:8]  |
| 13. | 5. Dezember 2021  | Santo Domingo       | ITF W15     | Hartplatz         | Chanelle Van Nguyen          | Maria Fernanda Herazo Gonzalez María Paulina Pérez García | 6:4, 6:3          |
| 14. | 26. März 2022     | Scharm asch-Schaich | ITF W15     | Hartplatz         | Stéphanie Visscher           | Liu Fangzhou Ma Yexin                                     | 6:1, 6:4          |
| 15. | 16. April 2022    | Monastir            | ITF W15     | Hartplatz         | Jekaterina Jurjewna Jaschina | Barakat Oyinlomo Quadre Yang Yidi                         | 6:4, 61:7, [20:4] |
| 16. | 18. März 2023     | Monastir            | ITF W15     | Hartplatz         | Angelica Raggi               | Paris Corley Fernanda Labraña                             | 6:2, 6:4          |
| 17. | 27. April 2024    | Monastir            | ITF W15     | Hartplatz         | Paris Corley                 | Patricija Paukštytė Zuzanna Pawlikowska                   | 7:67, 6:2         |
| 18. | 5. April 2025     | Scharm asch-Schaich | ITF W15     | Hartplatz         | Madelief Hageman             | Weronika Ewald Daria Górska                               | 6:4, 7:5          |
| 19. | 12. Juli 2025     | Huamantla           | ITF W15     | Hartplatz         | Dalayna Hewitt               | Jessica Hinojosa Gómez Maria Fernanda Navarro Oliva       | 7:5, 4:6, [10:7]  |

## Privates
Dasha Ivanova lebt in Beaverton, Oregon. Sie hatte eine Beziehung mit dem chilenischen Tennisprofi Alejandro Tabilo.